# لمفوما الخلية البائية الكبيرة المنتشرة
لمفوما الخلية البائية الكبيرة المنتشرة هو سرطان يصيب الخلايا اللمفية البائية (الخلايا المسؤولة عن إنتاج الأضداد). يعتبر الشكل الأكثر شيوعًا من لمفوما لا هودجكن عند البالغين، إذ يبلغ معدل حدوثه السنوي 7-8 حالات بين كل 100000 حالة في الولايات المتحدة الأمريكية والمملكة المتحدة، يصيب سرطان الخلية اللمفاوية البائية الأفراد البالغين بشكل أساسي، متوسط العمر عند التشخيص 70 عام، ولكن يمكن أن يصيب في حالات النادرة الشباب أو حتى الأطفال. يظهر هذا الورم في أي مكان من الجسم، تبعًا لعوامل وظروف متعددة، وغالبًا ما يكون خبيثًا وعدوانيًا. عادةً ما تكون العلامة الأولى للمرض هي ملاحظة كتلة سريعة النمو أو ارتشاح نسيجي، يمكن أن يُظهر المصابون أعراضًا جهازية مثل الحمى، وفقدان الوزن، والتعرق الليلي.
لم تُفهم أسباب تطور لمفوما الخلية البائية الكبيرة المنتشرة بعد بشكل جيد. عادةً ما ينشأ الورم على حساب الخلايا البائية الطبيعية، ولكنه يمكن أن يمثل تحولًا خبيثًا لأنواع أخرى من الأورام اللمفاوية (خاصة الأورام اللمفاوية في المنطقة الهامشية) أو في حالات نادرة تسمى تحول ريختر من ابيضاض الدم اللمفاوي المزمن. يعد نقص المناعة الأساسي أحد عوامل الخطر المهمة لتطور المرض، ترتبط العدوى بكل من فيروس إبشتاين بار، وفيروس الحلأ البسيط المرتبط بالإصابة بسرطانة كابوزي، وفيروس نقص المناعة البشري المكتسب، والجرثومة الملوية البوابية بتطور أنواع فرعية متعددة من لمفوما الخلية البائية الكبيرة المنتشرة. ترتبط معظم حالات هذا المرض بالتطور التدريجي لطفرات جينية وتغيرات غير مفسرة في التعبير الجيني في أنواع معينة من الخلايا البائية، ما يُعزز تدريجيًا السلوك العدواني للخلايا آنفة الذكر.
تُشخص لمفوما الخلية البائية الكبيرة المنتشرة عن طريق إزالة جزء من الورم على شخص خزعة، وفحص النسيج تحت المجهر، عادةً ما يكون أخصائي أمراض الدم مسؤولًا عن الإجراء. يوجد تحت أنواع مختلفة من السرطان، تختلف عن بعضها بأعراضها السريرية، ونتائج الخزعة، وخصائصها العدوانية والخبيثة، والإنذار، والمعالجة المناسبة. غالبًا ما تتضمن العلاجات الموصى بها العلاج الكيميائي بالاشتراك مع استخدام الأضداد وحيدة النسيلة، التي تستهدف الخلايا البائية السرطانية مثل الريتوكسيماب. ترافقت العلاجات السابقة مع شفاء أكثر من نصف المرضى المصابين بالمرض، يكون معدل الشفاء أقل لدى الأفراد الأكبر عمرًا، ويبقى معدل البُقيا لخمس سنوات حوالي 58%.

## أنواع لمفوما الخلية البائية الكبيرة المنشرة
يضم تصنيف لمفوما الخلايا البائية الكبيرة المنتشرة مجموعة متنوعة بيولوجيًا وسريريًا من الأنواع، يصعب فصل العديد منها عن بعضها البعض بناءً على معايير محددة جيدًا ومقبولة على نطاق واسع. شمل تصنيف منظمة الصحة العالمية عام 2008 أكثر من اثني عشر نوعًا فرعيًا، مُقسمة بناءً على موقع الورم، ووجود أنواع أخرى من الخلايا مثل الخلايا التائية، والأمراض المرافقة المرتبطة باللمفوما. بناءً على أبحاث لاحقة صنفت منظمة الصحة العالمية المرض في عام 2016 لمفوما الخلية البائية الكبيرة المنتشرة إلى نوعها الفرعي الأكثر شيوعًا، لمفوما الخلية البائية المنتشرة الكبيرة غير المحددة، يمثل الأخير 80-85% من الحالات، تشمل الأنواع الأخرى أنواعًا نادرة نسبيا مميزة بشكلها (الشكل النسيجي تحت المجهر)، والنمط الظاهري المناعي (التعبير عن مستقبلات بروتينية واسمة للورم)، والموجودات السريرية، والارتباط بعوامل ممرضة مثل الفيروسات. ارتبطت الإصابة ببعض حالات لمفوما الخلية البائية الكبيرة المنتشرة غير المحددة بشكل واضح بالعدوى المزمنة بجرثومة الملوية البوابية.

### لمفوما الخلية البائية الكبيرة غير المحددة
يتضمن هذا النوع أنواع لمفوما الخلية البائية الكبيرة المنتشرة غير المتناسبة مع التظاهرات السريرية المميزة عادةً للمرض، و/أو الشكل النسيجي والنمط الظاهري للخلايا الشاذة، و/أو العوامل الممرضة المرتبطة بالإصابة. يعتمد تشخيص هذا النوع الذي يشمل 80-85% من مجمل الحالات على الاستبعاد، بشكل عام تعتبر لمفوما الخلية البائية الكبيرة غير المحددة من الأورام العدوانية، يبلغ معدل البقيا طويل الأمد لدى المرضى مع المعالجة الكيميائية المعيارية حوالي 65%. يوجد العديد من المتغيرات المختلفة عن بعضها بالمعايير آنفة الذكر، وبعدوانيتها واستجابتها للعلاج الكيميائي أيضًا.

#### الأعراض والعلامات
تظهر لمفوما الخلية البائية الكبيرة المنتشرة في 70% من الحالات على شكل عقدة لمفاوية سريعة النمو، عادةً ما تظهر في أجزاء الجسم الغنية بالعقد اللمفاوية مثل المنطقة الإربية، وتحت الإبط، والعنق. ينمو السرطان في 30% من الحالات على حساب النسيج اللمفاوي خارج العقد، في المعدة بشكل أكثر شيوعًا، أو في حالات أقل شيوعًا في الخصيتين، أو الثديين، أو الرحم، أو المبيضين، أو الكليتين، أو الغدتين الكظريتين، أو الغدة الدرقية، أو العظام. تنتج الأعراض من وجود ورم سريع النمو أو ارتشاح لمفاوي يسبب أعراض مميزة تختلف بحسب العضو المصاب مثل زيادة الحجم، و/أو الألم، و/أو سوء الوظيفة. يُبدي الأفراد المصابون سواء بورم في العقد اللمفاوية أو خارج العقد اللمفاوية أعراضًا جهازية تتمثل بفقدان الوزن، والتعرق الليلي، والحمى، و/أو التعب في 33% من الحالات، والارتفاع غير المفسر في مستويات نازعة هيدروجين حمض اللاكتيك، وبيتا-2 ميكروغلوبولين في كثير من الحالات، أو ارتشاح الخلايا الخبيثة إلى نخاع العظام في 10-20٪ من الحالات، و/أو تظاهرات المرحلة الأولى أو الثانية من المرض (نمو موضعي دون نقائل) في ما يصل إلى 50٪ من الحالات، وتظاهرات انتشار السرطان خلال المرحلة الثالثة أو الرابعة في باقي الحالات. قد تنتج إصابة نقي العظم عن ارتشاح خلايا شاذة لسرطان الخلية اللمفاوية الكبيرة المنتشر، أو لمفوما منخفضة الدرجة، والأولى إنذارها أسوأ، قد تنتج لمفوما الخلية البائية الكبيرة المنتشرة عن تحول خبيث للمفوما المنطقة الهامشية، لدى الأفراد الذين تم تشخيص هذا السرطان البطيء النمو لديهم منذ أربع إلى خمس سنوات.